# Berggronfolo
De berggronfolo  (Qualea rosea) is een boomsoort die 45 meter hoog kan worden. De stam kan 20 meter zonder takken zijn en 60 cm in doorsnee.
Het verspreidingsgebied is Suriname en Frans-Guyana.

## Beeldgalerij

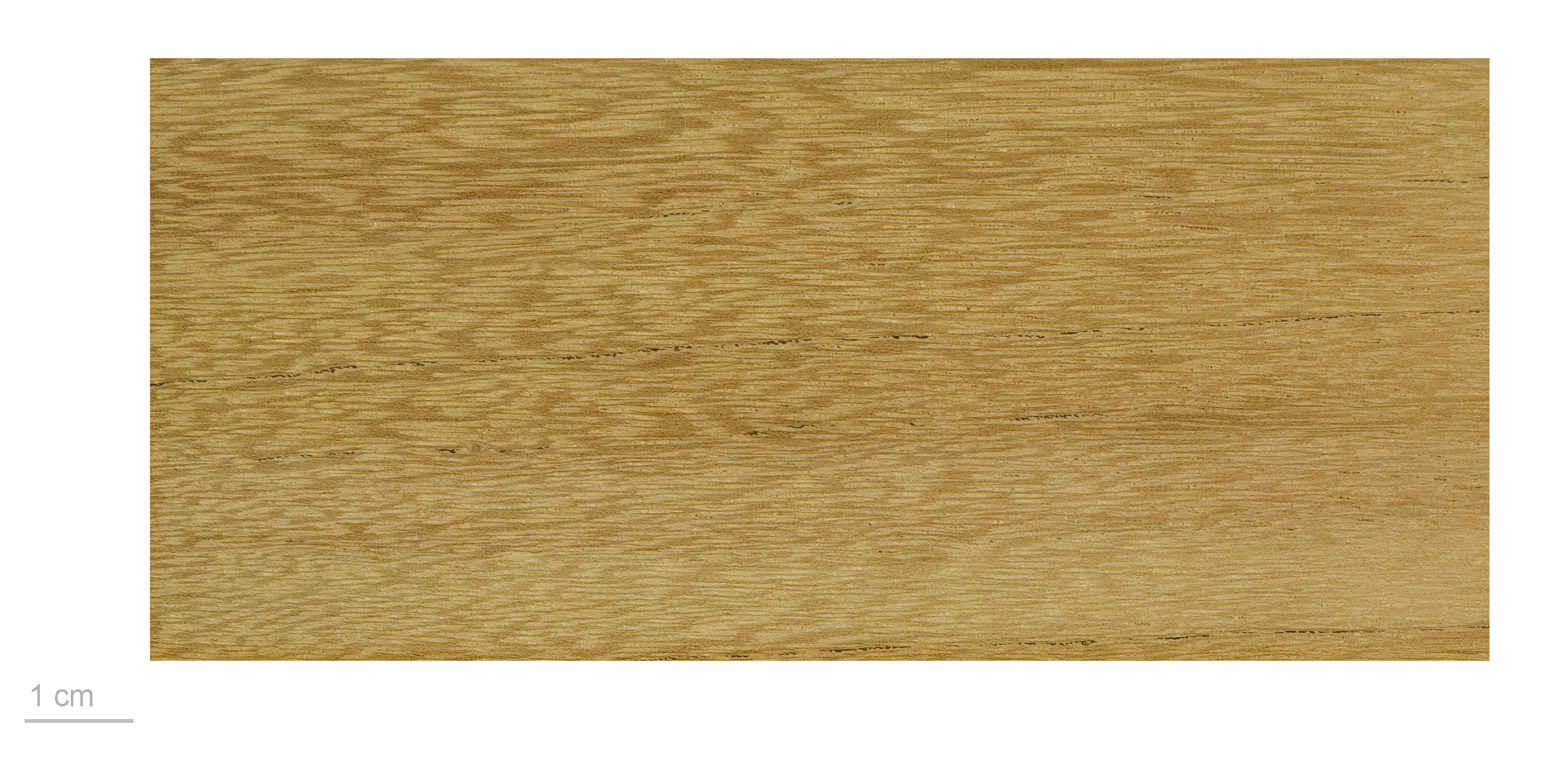
Bergronfolohout